# Таиров, Сеит Меметович
Сеит Меметович Таиров (Сеитмемет Таиров) (25 апреля 1928, Севастополь, Крымская АССР — 4 октября 1989) — советский узбекский хозяйственный, государственный и партийный деятель крымскотатарского происхождения. Первый секретарь Джизакского обкома КП Узбекистана (1974—1978). Герой Социалистического Труда (1972). Кандидат экономических наук (1971).

## Биография
Родился в 1928 году в посёлке Уркуста (ныне часть Севастополя).
С 1937 года проживал в интернате в Симферополе, учился в татарской школе. В 1943—1944 годах помогал партизанам, будучи подростком-связным. В 1944 году был депортирован в Узбекскую ССР как крымский татарин.
С 1944 года — на хозяйственной, общественной и политической работе. Работал учётчиком-табельщиком совхоза, участковым и районным инспектором Янгиюльского районного отдела статистики.
Окончил Ташкентский сельскохозяйственный институт, затем аспирантуру этого института. В 1971 в Ташкентском институте народного хозяйства защитил диссертацию на соискание учёной степени кандидата экономических наук. Тема диссертации: «Укрепление экономики отстающих хозяйств — важный резерв роста эффективности общественного производства: на примере хозяйств Аккурганского района»
С 1957 года — член КПСС. С 1957 года работает заместителем председателя заместителем председателя райисполкома, секретарем, второй секретарём, первым секретарём Аккурганского райкома Компартии Узбекистана. В течение нескольких лет вывел район в образцовые, население зарабатывало в два раза больше, чем в других районах Узбекистана, и жило лучше, развивалось садоводство и урожайность хлопка выросла в двое. Пятилетки выполняли быстрее, чем в два раза. Первым орденом Ленина был награждён за успешное выполнение планов восьмой пятилетки и развитие сельскохозяйственного производства в Аккурганском районе.
14 декабря 1972 года ему присвоено звание Героя Социалистического Труда с вручением ордена Ленина и золотой медали «Серп и Молот» «за большие успехи, достигнутые в увеличении производства и продажи государству хлопка, зерна, других продуктов земледелия, и проявленную трудовую доблесть на уборке урожая».
Работая в райкоме, помогал устроиться на работу многим крымским татарам, в том числе активистам крымскотатарского национального движения, которых не принимали на работу, считая неблагонадёжными, вызволял задержанных милицией. Активисты встречались на собрания у него дома, обсуждали национальные вопросы, также он помогал крымским татарам возвращаться в Крым ещё в конце 1960-х годах во время первой волны возвращения (по орг.набору).
В то же время, будучи первым секретарём Аккурганского райкома партии, членом Центрального комитета КП Узбекистана, депутатом верховного Верховного Совета УзССР в марте 1968 года подписал «Письмо семнадцати» советских партийных, хозяйственных и комсомольских деятелей из крымских татар, призывающее крымских татар не поддаваться на провокациям людей, призывающих массово ехать обратно в Крым, так как массовое самостоятельное перемещение было бы повторной трагедией для народа, для старшего и среднего поколения. Поддерживал и продвигал крымских татар, назначал на руководящие посты и представлял к высшим государственным наградам.
Леонида Брежнева привезли в образцовый Аккурганский район во время посещения Узбекской ССР. Первому секретарю ЦК КПСС так понравилось, что он предложил назначить Сеита Меметовича Таирова первым секретарём Джизакского областного комитета Коммунистической партии Узбекской ССР. С 29.12.1973 по 1.02.1974 числился председателем оргбюро ЦК Компартии Узбекистана по Джизакской области. Одновременно с 29.12.1973 по 1978 С.Таиров работал первым секретарём Джизакского обкома Компартии Узбекистана. Это назначение им было интерпретировано как первый шаг к возвращению крымских татар в Крым. В то время Таиров был самым высокопоставленным крымским татарином и в больших количествах материально помогал многим активистам национального движения крымских татар. Он собрал в руководстве областью самые лучшие кадры, предполагая после возвращения в Крым их назначить на руководящие посты. Собранной команде быстро удалось трансформировать отсталый Джизак в индустриальный центр, открыть новые предприятия и много тысяч рабочих мест, устранив безработицу, увеличив производительность труда и урожайность. Жители региона надолго запомнили правление «крымских татар» во главе с Сеитмеметом Таировым. С. Таиров ставил целью показать руководству страны возможности коллективного потенциала крымскотатарских руководителей и трудолюбие крымскотатарского народа. Однако это не привело к желаемой цели возвращения народа в Крым — С. Таирову в Центральном Комитете коммунистической партии Узбекистана настойчиво предложили переехать в г. Мубарек Кашкадарьинской области и создать там национальный округ крымских татар. Таиров не соглашался ни при каких условиях, тогда по результатам проверки его сняли с должности и 8 февраля 1978 года назначили Министром лесного хозяйства Узбекской ССР. Однако Таиров не успокоился и написал письмо на имя Леонида Ильича Брежнева о ситуации крымских татар, их возвращении в Крым и воссоздании Крымской АССР. После этого письма его уволили с поста министра, исключили из членов Коммунистической партии, назначили работать экономистом опытного совхоза имени Шредера в Кибрайском районе Ташкентской области (Плодопитомник Кибрайского района). Однако в 1983 году он был восстановлен в партии на одном из последних заседаний бюро ЦК КП Узбекистана под председательством Ш. Р. Рашидова и через короткое время назначен директором Плодопитомника, где и работал до конца жизни.
Избирался депутатом Верховного Совета СССР 9-го созыва и Верховного Совета Узбекской ССР. Член Центрального Комитета Коммунистической партии Узбекской ССР.
Умер в 1989 году.